# Astragalus gerruensis
Astragalus gerruensis là một loài thực vật có hoa trong họ Đậu. Loài này được Bornm. & Sirj. miêu tả khoa học đầu tiên.